# Філіпавічюс Стасіс
Стасіс Філіпавічюс (9 вересня 1913, місто Россієни Ковенської губернії, тепер місто Расейняй Каунаського повіту, Литва — 20 червня 1983, місто Вільнюс, тепер Литва) — литовський радянський державний діяч, секретар ЦК КП(б) Литви, заступник голови Ради міністрів Литовської РСР. Член Бюро ЦК КП(б) Литви з 11 червня 1950 до 1952 року. Депутат Верховної ради Литовської РСР 3—5-го скликань (у 1951—1963 роках). Депутат Верховної ради СРСР 1-го скликання (з 1941 року).

## Життєпис
Народився в родині хатньої робітниці. З тринадцятирічного віку працював складачем у друкарні.
Член Комуністичної партії Литви з 1933 року. Працював на нелегальній партійній роботі в місті Расейняй.
У 1935 році був двічі заарештований литовською владою, засуджений до тримісячного тюремного ув'язнення за комуністичну діяльність. У 1936 році знову заарештований, провів у в'язниці п'ять місяців. Потім перебував під поліцейським наглядом.
З травня 1937 до осені 1938 року служив у литовському війську.
З осені 1938 року вів прокомуністичну агітацію в місті Расейняй. У жовтні 1939 року заарештований литовською владою. Відбув 8 місяців у таборі примусової праці. У 1940 році, після окупації Литви радянськими військами, звільнений із ув'язнення.
У 1940—1941 роках — 1-й секретар Расейняйського повітового комітету КП(б) Литви.
У 1942—1943 роках — партійний організатор полку 16-ї стрілецької Литовської дивізії Червоної армії
У 1943—1945 роках працював у штабі литовського партизанського руху в Москві. 
З 1945 року — відповідальний організатор ЦК КП(б) Литви.
У 1948 році закінчив Вільнюську Вищу партійну школу при ЦК КП(б) Литви. 
У 1948—1950 роках — заступник завідувача, завідувач відділу ЦК КП(б) Литви.
11 червня 1950 — 1952 року — секретар ЦК КП(б) Литви.
У 1952—1953 роках — заступник голови Ради Міністрів Литовської РСР.
У 1953—1957 роках — міністр легкої промисловості Литовської РСР.
У 1957—1961 роках — начальник управління Ради народного господарства Литовської РСР.
У 1962—1976 роках — начальник управління та член колегії Міністерства легкої промисловості Литовської РСР.
З 1976 року — персональний пенсіонер у Вільнюсі.
Автор спогадів про роботу в підпіллі «Нічні вогні» (Nakties žiburiai, 1970).
20 червня 1983 року помер у Вільнюсі.

## Нагороди та відзнаки
- орден Леніна (20.07.1950)
- орден Червоної Зірки (2.07.1945)
- медаль «Партизанові Вітчизняної війни» І ст. (17.04.1945)
- медалі
- Заслужений діяч промисловості Литовської РСР (1973)